# Charles Krüger
Charles Krüger (Lussemburgo, 9 marzo 1896 – Lussemburgo, 8 marzo 1990) è stato un calciatore lussemburghese, di ruolo portiere.